# Austin Powers: The Spy Who Shagged Me
Austin Powers: The Spy Who Shagged Me (bra: Austin Powers: O Agente Bond Cama; prt: Austin Powers: O Espião Irresistível) é um filme estadunidense de 1999, dos gêneros espionagem e comédia, dirigido por Jay Roach e com roteiro de Mike Myers e Michael McCullers. É estrelado por Myers, que interpreta o personagem-título, o Dr. Evil e Fat Bastard. Participam também da obra  Heather Graham, Michael York, Robert Wagner, Seth Green e Elizabeth Hurley.
É o segundo filme da série Austin Powers e seu título faz uma brincadeira com um filme de James Bond de 1977, The Spy Who Loved Me. Foi indicado à 72.ª edição do Oscar na categoria de Melhor Maquiagem (Michèle Burke e Mike Smithson).

## Sinopse
Dr. Evil tem o plano de desenvolver uma máquina do tempo e retornar aos anos 60 para roubar o mojo de Austin Powers, que assim não poderia impedir o vilão de disparar um laser gigante sobre a Terra. Mas Austin também retorna no tempo e, com a ajuda da agente Felicity Shagwell, vai em busca da força perdida.

## Elenco
- Mike Myers .... Austin Powers / Dr. Evil / Fat Bastard / voz do astronauta fazendo caminhada espacial
- Heather Graham .... Felicity Shagwell
- Michael York .... Basil Exposition
- Robert Wagner .... Número Dois
- Rob Lowe .... Jovem Número Dois
- Seth Green .... Scott Evil
- Mindy Sterling .... Frau Farbissina
- Verne Troyer .... Mini-Me
- Elizabeth Hurley .... Vanessa Kensington
- SGC Belfry Ted Nude-Gent .... Mr. Bigglesworth
- Gia Carides .... Robin Spitz Swallows
- Michael McDonald .... observador da OTAN assistindo o programa de Jerry Springer
- Eric Winzenried .... soldado do exército particular
- Will Ferrell .... Mustafa
- Kristen Johnston ....Ivana Humpalot
- Tim Robbins .... presidente
- Charles Napier .... general Hawk
- Clint Howard .... operador de radar Johnson
- Mary Jo Smith .... Una Brau
- Rebecca Romijn .... modelo que posa para fotos do Austin
- Mike Hagerty.....vendedor de amendoim

## Principais prêmios e indicações
Oscar 2000 (EUA)
- Indicado na categoria de melhor maquiagem.[6]

Globo de Ouro 2000 (EUA)
- Indicado na categoria de melhor canção - cinema (Beautiful Stranger, Madonna).[7]

Grammy 2000 (EUA)
- Venceu na categoria de melhor canção escrita para cinema, televisão ou outra mídia visual (Beautiful Stranger, Madonna).[8]